# Silberner Fußballschuh 1965

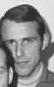
Horst Weigang, 1967

Mit dem Silbernen Fußballschuh 1965 wurde zum dritten Mal der DDR-Fußballer des Jahres ausgezeichnet. Die Redaktion der Zeitschrift Die neue Fußballwoche hatte eine Umfrage unter Sportredaktionen von Zeitschriften und Zeitungen der DDR zur Wahl des besten Spielers der Saison 1964/65 durchgeführt, die auf Tippscheinen die sechs besten Fußballer mit Punkten (zehn Punkte für den Favoriten, für die weiteren Plätze absteigend sieben, fünf, drei, zwei und einen Punkt) bewertet hatten. Das Ergebnis wurde am 21. Juli 1965 im Haus Berlin am Strausberger Platz bekanntgegeben, die höchste Gesamtpunktzahl erreichte Horst Weigang.

## Ergebnis
| Rang | Name               | Verein                 | Punkte |
| ---- | ------------------ | ---------------------- | ------ |
| 01.  | Horst Weigang      | SC Leipzig             | 268    |
| 02.  | Dieter Erler       | SC Karl-Marx-Stadt     | 224    |
| 03.  | Manfred Walter     | BSG Chemie Leipzig     | 217    |
| 04.  | Gerhard Körner     | ASK Vorwärts Berlin    | 163    |
| 05.  | Jürgen Nöldner     | ASK Vorwärts Berlin    | 137    |
| 06.  | Eberhard Vogel     | SC Karl-Marx-Stadt     | 049    |
| 07.  | Herbert Pankau     | SC Empor Rostock       | 028    |
| 08.  | Klaus Urbanczyk    | SC Chemie Halle        | 024    |
| 09.  | Kurt Liebrecht     | BSG Lokomotive Stendal | 020    |
| 10.  | Henning Frenzel    | SC Leipzig             | 018    |
| 11.  | Manfred Geisler    | SC Leipzig             | 010    |
| 12.  | Otto Fräßdorf      | ASK Vorwärts Berlin    | 006    |
| 12.  | Jürgen Heinsch     | SC Empor Rostock       | 006    |
| 14.  | Hermann Stöcker    | SC Aufbau Magdeburg    | 005    |
| 14.  | Klaus Thiele       | BSG Wismut Aue         | 005    |
| 16.  | Peter Rock         | SC Motor Jena          | 003    |
| 16.  | Wolfgang Pfeifer   | SG Dynamo Dresden      | 003    |
| 18.  | Rainer Schlutter   | SC Motor Jena          | 002    |
| 19.  | Bernd Bauchspieß   | BSG Chemie Leipzig     | 001    |
| 19.  | Wolfgang Blochwitz | SC Aufbau Magdeburg    | 001    |
| 19.  | Dieter Engelhardt  | SC Leipzig             | 001    |
| 19.  | Manfred Kaiser     | BSG Wismut Aue         | 001    |
| 19.  | Helmut Müller      | SC Motor Jena          | 001    |
| 19.  | Siegfried Nathow   | SC Neubrandenburg      | 001    |
| 19.  | Werner Unger       | ASK Vorwärts Berlin    | 001    |

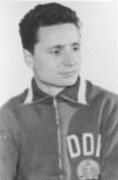
Dieter Erler, 1964
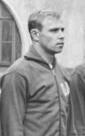
Manfred Walter, 1967
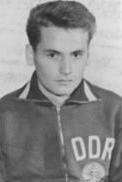
Gerhard Körner, 1964
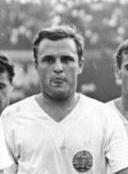
Jürgen Nöldner, 1966
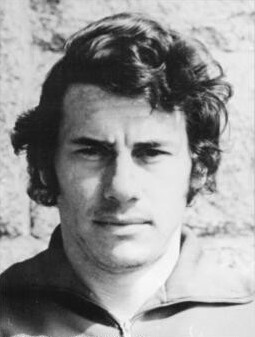
Eberhard Vogel, 1974
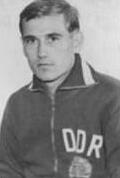
Herbert Pankau, 1964
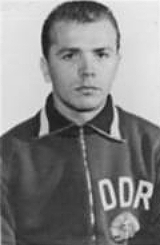
Klaus Urbanczyk, 1964
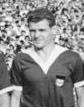
Kurt Liebrecht, 1963
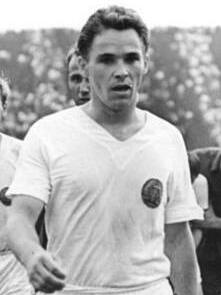
Henning Frenzel, 1966
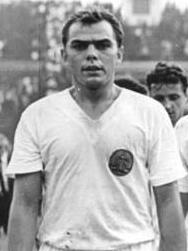
Manfred Geisler, 1966
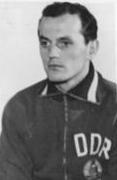
Otto Fräßdorf, 1964
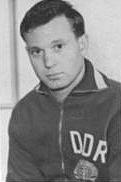
Jürgen Heinsch, 1964
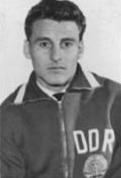
Hermann Stöcker, 1964
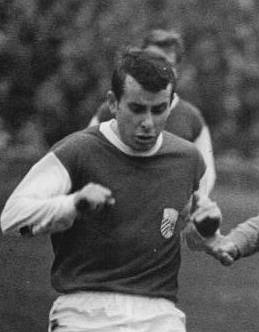
Peter Rock, 1966
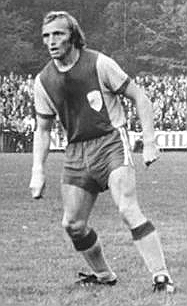
Rainer Schlutter, 1976
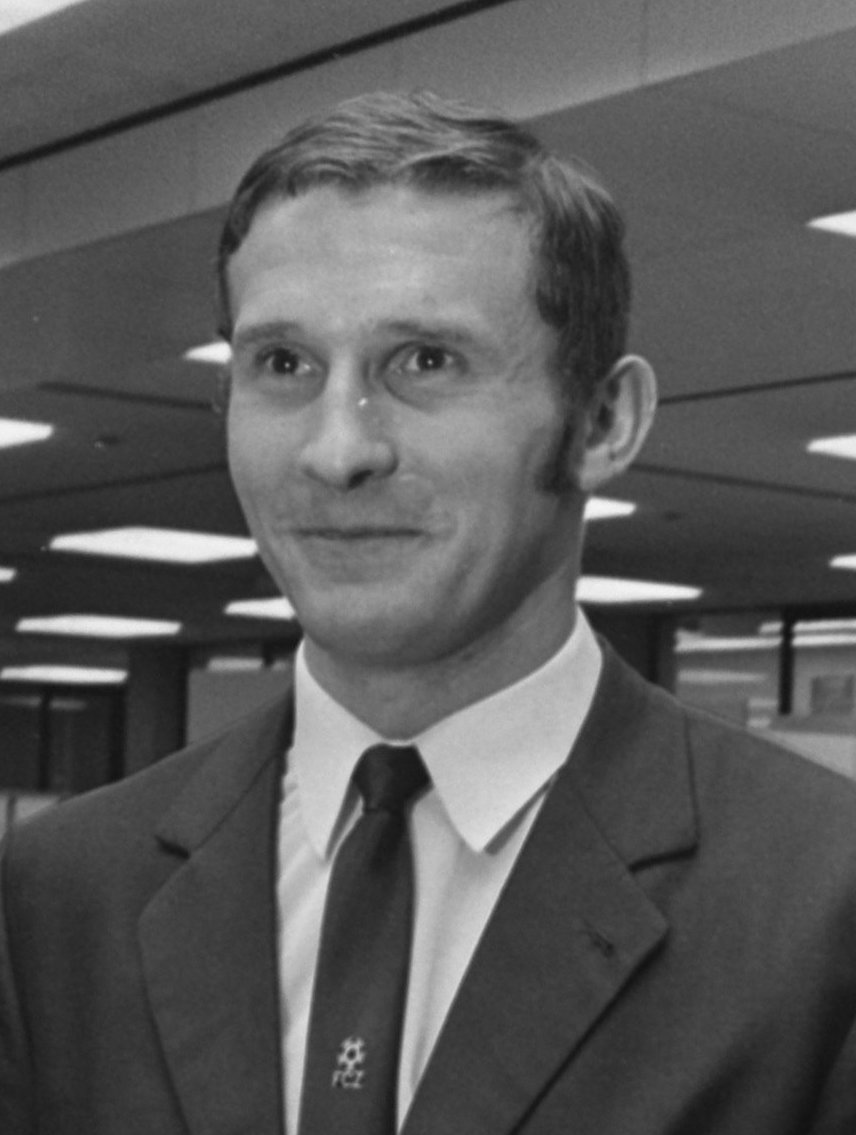
Wolfgang Blochwitz, 1970
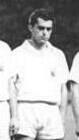
Dieter Engelhardt, 1964
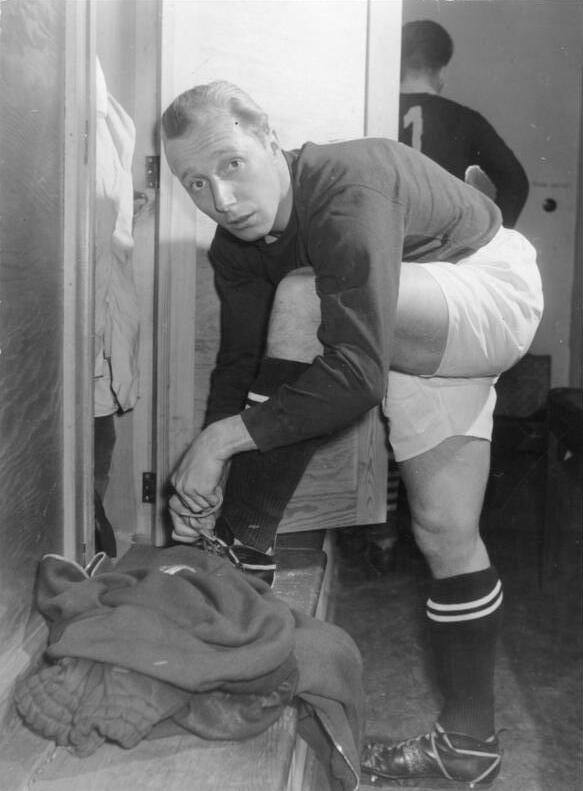
Manfred Kaiser, 1957
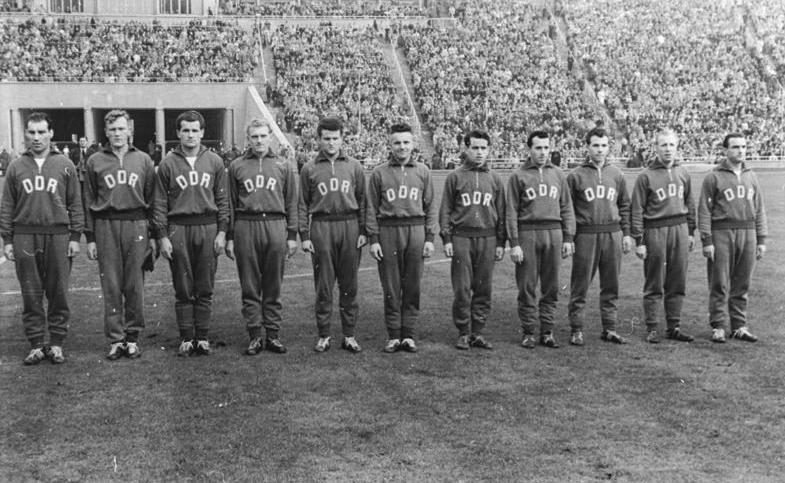
Helmut Müller (dritter von rechts), 1957
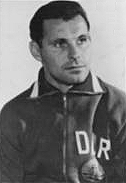
Werner Unger, 1964